# Stoffbruch

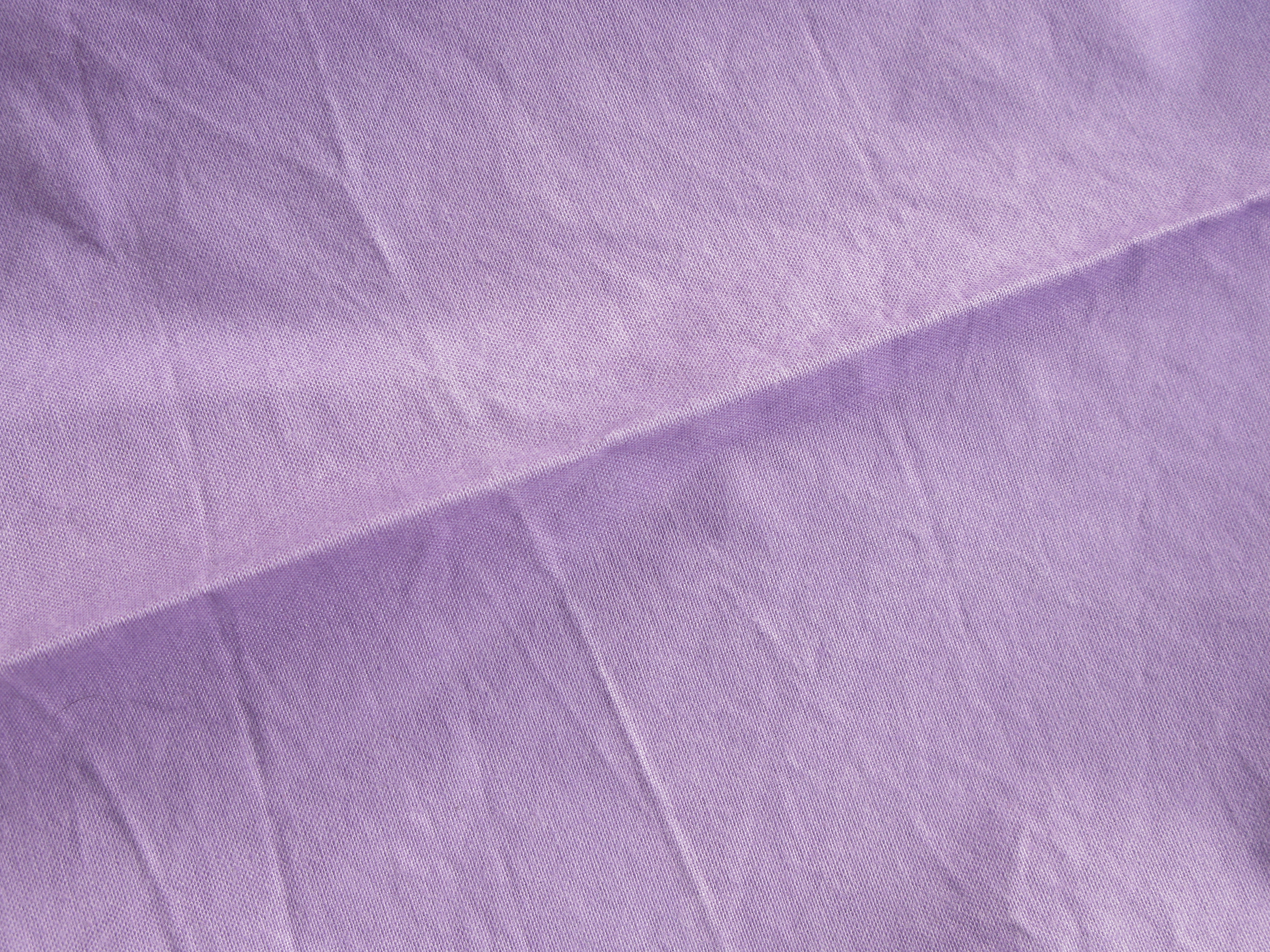
Stoffbruch

Als Stoffbruch wird die Falte bezeichnet, die sich beim Zusammenlegen oder Umschlagen eines Gewebes bildet. Für eine solche Falte ist auch der Begriff Bruchkante üblich. 
Beim sogenannten „im Stoffbruch zuschneiden“ liegt der Stoff doppelt, und die ausgeschnittenen Teile sind spiegelverkehrt. Man erhält auf diese Weise z. B. einen rechten und einen linken Ärmel oder ein rechtes und ein linkes Hosenbeinteil. Beim Zuschneiden großer, nur einmal benötigter Teile wird das an der mit Stoffbruch gekennzeichneten Kante auf halbe Größe zusammengefaltete Papierschnittteil an die Bruchkante des Stoffes angelegt.
Die Bügelfalte ist ein auf der Vorderseite und der Hinterseite einer Hose jeweils mittig eingebügelter Stoffbruch.